# Deutsch-Französischer Bürgerfonds

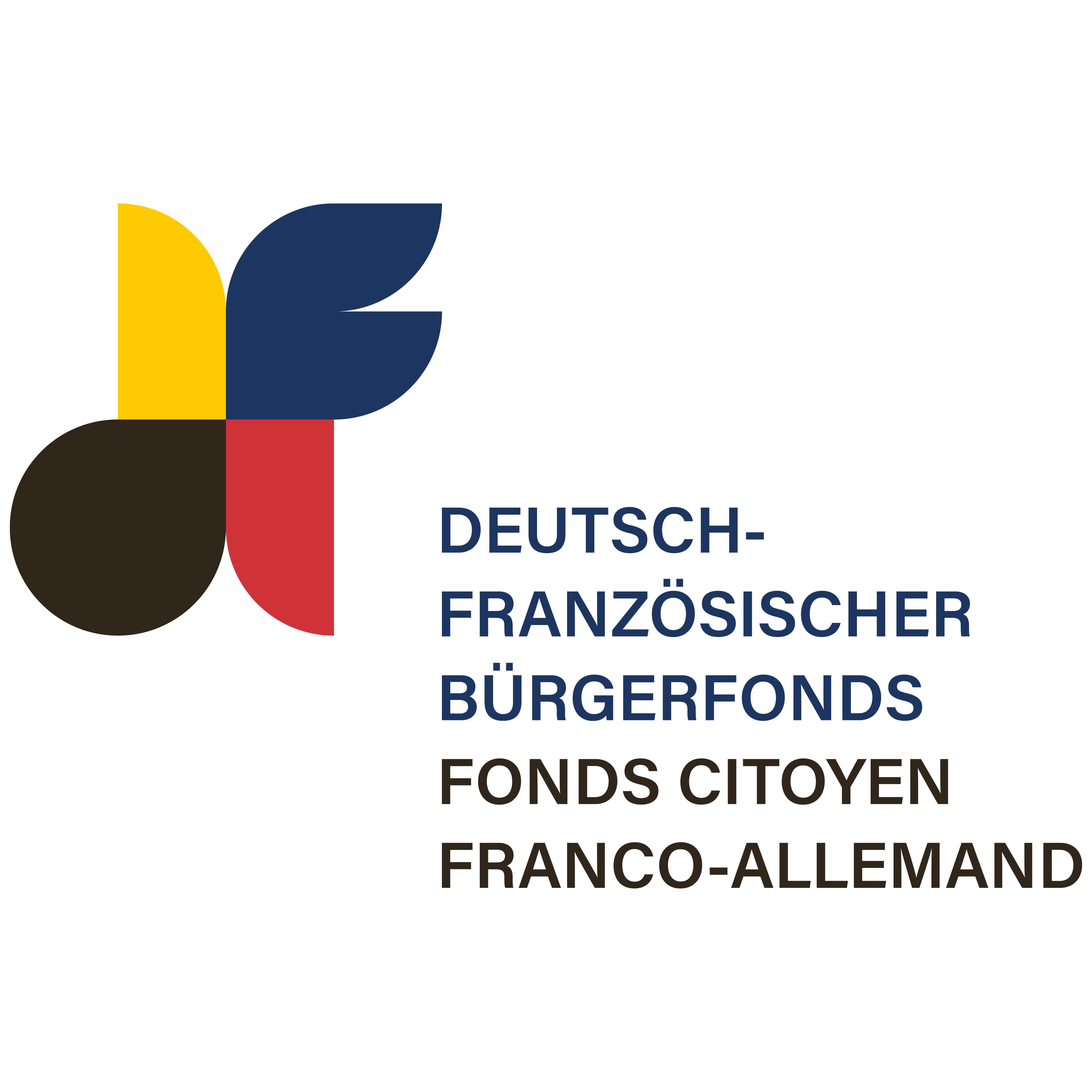

Der Deutsch-Französische Bürgerfonds (französisch Fonds citoyen franco-allemand) ist ein Förderinstrument zur Unterstützung der deutsch-französischen Freundschaft, das im April 2020 errichtet wurde.

## Geschichte
Der Deutsch-Französische Bürgerfonds geht auf den im Jahr 2019 zwischen Deutschland und Frankreich geschlossenen Vertrag von Aachen zurück. Er wurde im April 2020 errichtet.
Am 13. April 2022 feierte der Deutsch-Französische Bürgerfonds seinen zweiten Geburtstag, u. a. unter Beteiligung des Schriftstellers Olivier Guez.

## Ziele
Der Deutsch-Französische Bürgerfonds fördert alle, die sich aktiv für eine starke europäische Zivilgesellschaft einsetzen. Er berät, vernetzt und finanziert Projekte, die die deutsch-französische Freundschaft in Europa in der Breite der Bevölkerung erlebbar machen. Der Schwerpunkt liegt auf Projekten, die Begegnungen über Generationen und Grenzen hinweg ermöglichen.
Der Deutsch-Französische Bürgerfonds ist bezüglich der Formate und Themen sehr breit aufgestellt, ist niedrigschwellig und steht allen Akteuren der Zivilgesellschaft offen. Die Antragstellung ist ganzjährig möglich.
Der Deutsch-Französische Bürgerfonds wird in Deutschland und Frankreich durch Regionale Berater vertreten, die Projektträgern, Vereinen, ehrenamtlichen Bürgerinitiativen oder Städtepartnerschaften mit Informationen und Beratung zur Seite stehen. Beispielsweise ist Margarete Mehdorn seit 2020 Regionale Beraterin für Schleswig-Holstein, Hamburg, Bremen und Mecklenburg-Vorpommern.
Der Deutsch-Französische Bürgerfonds wird vom Deutsch-Französischen Jugendwerk (DFJW) umgesetzt und zu gleichen Teilen von der Bundesregierung und der französischen Regierung finanziert. In Deutschland ist das Bundesministerium für Familie, Senioren, Frauen und Jugend beteiligt.